# Queenadreena
Queen Adreena es una banda de rock independiente de Londres, Inglaterra, que actualmente se encuentra en el sello discográfico One Little Indian Records.

## Miembros e historia
La formación inicial del grupo estaba constituida por la vocalista Katie Jane Garside junto al guitarrista Crispin Gray, los cuales habían compartido carrera musical en otra reconocida banda, aunque de trayectoria corta, llamada Daisy Chainsaw. A ellos se les unieron el batería Billy Freedom y el bajista Orson Wajih, con quienes sacaron su primer disco, llamado Taxidermy, en el año 2000, en la casa discográfica Blanco y Negro Records. Más tarde Billy Freedom sería reemplazado por Pete Howard, exmiembro de The Clash.
Posteriormente la banda firmaría con la discográfica Rough Trade Records para su segundo lanzamiento, el cual tuvo lugar en el año 2002 bajo el nombre de Drink Me. De este disco se extrajo el single Pretty Like Drugs.
Poco tiempo después de sacar su segundo disco, la compañía Rough Trade les deja marchar y el bajista Orson Wajih abandona la banda. Pasan a firmar con el sello One Little Indian Records, quien les editó el disco llamado The Butcher and the Butterfly en el 2005 con Melanie Garside como bajista (hermana de Katie Jane). Poco tiempo después abandonaría la banda y sería reemplazada por Paul Jackson. En 2007 grabaron Ride a A cock Horse y en 2008 grabaron Djinn en Japón con Imperial Records.
En septiembre de 2017, el Ateneo de Madrid presentó la exposición Art of Somoza. Una colección de arte realizada por el artista Iván M.I.E.D.H.O. en donde Queenadreena colabora con la canción I adore you en el videoarte titulado Art of Somoza.

## Discografía
- Taxidermy, 2000 en Blanco y Negro Records.
- Drink Me, 2002 Rough Trade Records.
- The Butcher and the Butterfly, 2005 One Little Indian Records.
- Live at the ICA, 2005 One Little Indian Records.
- Ride A Cock Horse, 2007 Independently Released.
- Djin, 2008 Imperial Records.